# Bill Finegan
William James Finegan (Newark, 3 avril 1917 – Bridgeport, 4 juin 2008) est un chef d'orchestre de jazz, pianiste, arrangeur et compositeur américain. Il est l'arrangeur de l'orchestre de Glenn Miller à la fin des années 1930 et au début des années 1940.

## Biographie et carrière
Né à Newark, New Jersey, William James Finegan grandit dans une famille musicienne, pratiquant le piano, à Rumson, dans le New Jersey, il enseigne l'orchestration à un camarade de classe, Nelson Riddle, et étudie le piano avec Elizabeth Connelly, le piano et la musicalité avec le flûtiste et saxophoniste alto, Rudolph John Winthrop (1883–1959), qui avait été lui-même élève de Engelbert Humperdinck. Il étudie également au Conservatoire de Paris et fait sa première expérience professionnelle en conduisant son propre trio avec piano. Finegan se voit offrir un emploi parmi les arrangeurs pour Glenn Miller, après que Tommy Dorsey ayant acheté un exemplaire de son « Lonesome Road » l'ai recommandé. Il reste avec Miller jusqu'en 1942, et il a organisé des hits tels que « Little Brown Jug », « Sunrise Serenade », « Le chant des Bateliers de la Volga », « Stardust », « A Nightingale Sang in Berkley Square » et « Jingle Bells », arrangés en collaboration avec Glenn Miller. Finegan arrange également la musique pour les films dans lesquels l'ensemble de Glenne Miller apparaît, notamment Sun Valley Serenade (1941) et Orchestra Wives (1942). Il travaille ensuite pour Tommy Dorsey de 1942 à 1952, y compris sur The Fabulous Dorseys, en 1947.
Après la disparition de l'orchestre de Miller en 1942, Finegan rejoint Horace Heidt, et écrit « quelques morceaux pour le big band qui a immédiatement envoyé son répertoire musical vers le ciel ».
En 1947-1948, Finegan étudie avec Stefan Wolpe à New York, puis vit en Europe entre 1948 et 1950, où il étudie avec Darius Milhaud et Valérie Soudères, pianiste et compositrice qui a été créée le Concerto pour piano no 3 de Bartók à Paris. Après son retour aux États-Unis, en 1952, Finegan et Eddie Sauter (que Finegan avait rencontré en 1939) forment un ensemble de très grande réussite, l'Orchestre Sauter-Finegan, actif jusqu'en 1957. Sa composition « Doodletown Fifers » est l'un des titres originaux les plus connus du Sauter-Finegan. Ensuite, Finegan trouve du travail dans la publicité, écrivant de la musique pour des films publicitaires. Dans les années 1970, il s'est arrangé pour l' Orchestre de Glenn Miller et l'orchestre de Mel Lewis et il enseigne une classe d'arrangement à Housatonic Community College en 1974. Dans les années 1980, il enseigne le jazz à l'Université de Bridgeport. Il écrit des arrangements pour le cornettiste Warren Vaché (avec l'Ensemble à cordes écossais « Scottish String Ensemble ») en 2004, et pour le groupe vocal Chanticleer jusqu'à sa mort en 2008.
Bill Finegan est décédé le mercredi 4 juin 2008, à Bridgeport, dans le Connecticut, à l'âge de 91 ans, d'une pneumonie.

## Vie personnelle
La première femme de Finegan était Kay Finegan. Ils ont divorcé au début des années soixante.
Finegan était marié à Rosemary O'Reilly Finegan. Ils ont eu un fils, James Finegan et une fille Helen (Finegan) Dzujna.

## Compositions
Il a composé « Down For The Count », « Conversation Piece », « Are Ya Jumpin' Jack? », enregistré par Glenn Miller et son orchestre ; « Doodletown Fifers », « Tweedle Dee and Tweedle Dum », « Doodletown Races », « Yankee Doodletown », "Pussy Willow », « Bingo, Bango, Boffo », « Hollywood Hat », « Piccalilli Dilly », « Church Mouse », « Alright Already », « Texas Tex », enregistré par les orchestres de Tex Beneke et Glenn Miller en 1946 ; « Child's Play » et « Tail End Charlie » sont publiés par Glenn Miller et son Orchestre AAFTC sur un V-Disc, no. 144A, en mars, 1944.

## Discographie Orchestre Sauter-Finegan
- Moonlight On The Ganges/April In Paris (7")	RCA Victor	 1952
- Rain/Stop! Sit Down! Relax! Think! (7")	RCA Victor	 1952
- Doodletown Fifers/Azure-Té (Paris Blues) (7")	RCA Victor	 1952
- Now That I'm In Love/Yankee Doodletown (7", Promo)	RCA Victor	 1953
- Where's Ace/Hit The Road To Dreamland (7")	RCA Victor	 1954
- Of Thee I Sing/Pale Moon (7")	RCA Victor	 1954
- Concert Jazz (12")	RCA Victor	 1955
- Directions In Music (Compilation)	BMG Music	 1989
- Doodletown Fifers/Moonlight On The Ganges (7")

## Sources
- « Remembering Bill Finegan » par Jeff Sultanof, (Jazz.com)
- Leonard Feather et Ira Gitler. The Biographical Encyclopedia of Jazz. Oxford, 1999, p. 225.